# کوشه قیس‌آباد
کوشه قیس‌آباد روستایی در دهستان جلگه ماژان بخش جلگه ماژان شهرستان خوسف استان خراسان جنوبی ایران است.

## جمعیت
بر پایه سرشماری عمومی نفوس و مسکن در سال ۱۳۹۵ جمعیت این روستا ۱۹۶ نفر (۷۲خانوار) بوده‌است.